# 高埔岗农场
高埔岗农场是位于中国广东省河源市源城区境内的一个国营农场。辖区面积10平方公里，户籍总人口3200多人，多数为新丰江水库库区移民。